# Хоробрий Назар
«Хоробрий Назар» — радянський художній фільм-казка 1940 року, знятий режисерами Наумом Дукором і Амасієм Мартиросяном на Єреванській кіностудії.

## Сюжет
Комедія, екранізація однойменної п'єси Д. Демірчяна. Фільм-казка про боягузливого неробу Назара, який волею обставин опинився на троні.

## У ролях
- Амвросій Хачанян — Назар
- Арусь Асрян — Устіан
- Авет Аветисян — Сако
- Михайло Манвелян — дворецький
- Лев Мсрлян — тамада
- Арам Амірбекян — Воскан
- Геворг Асланян — священник
- Самвел Мкртчян — вчитель
- Артемій Арутюнян — придворний
- Давид Гулазян — придворний
- Хачатур Абрамян — придворний
- Арменак Тер-Абрамян — князь

## Знімальна група
- Режисери — Наум Дукор, Амасій Мартиросян
- Сценаристи — Деренік Демірчян, Амасій Мартиросян
- Оператор — Сергій Геворкян
- Композитор — Сергій Бархударян
- Художник — Сергій Арутч'ян